# Erich Kohnhäuser
Erich Kohnhäuser (* 11. Mai 1945 in Eger) ist ein deutscher Maschinenbauingenieur, Professor und ehemaliger Präsident der Fachhochschule Regensburg sowie Landesvorsitzender des Vereins Deutscher Ingenieure Bayern (VDI LV Bayern).

## Leben
Kohnhäuser machte 1965 das Abitur am Regensburger Goethe-Gymnasium und studierte danach bis 1970 Maschinenwesen an der Technischen Universität in München. Danach dort am Lehrstuhl und Institut für Förderwesen als Wissenschaftlicher Assistent tätig, promovierte er 1977 mit einer Arbeit zum Thema Untersuchung von Methoden zur statischen Berechnung von Kran-Fachwerktürmen mit Hilfe eines räumlichen Matrizendeformationsverfahrens unter Berücksichtigung von Messungen zum Doktor der Ingenieurwissenschaften.
Von 1978 bis 1983 war er bei der damaligen AEG Sachsenwerk GmbH in Burgweinting tätig, wo er ab 1980 die Abteilung Arbeitsplanung und Zeitwirtschaft und zuletzt ab 1982 die gesamte Fertigungsplanung des Werks leitete.
Parallel war er bereits als Lehrbeauftragter für Arbeitsvorbereitung an der FH Regensburg tätig und bekam 1983 die Professur für Konstruktion und die Funktion als Prodekan, ab 1988 dann als Dekan im Fachbereich Maschinenbau. In diesem Zeitraum war er Mitglied im Vorstand des Verbands der Hochschullehrerinnen und Hochschullehrer an Fachhochschulen in Bayern und dort zuletzt auch stellvertretender Landesvorsitzender. Von 1988 bis 2006 war er Mitglied im Senat der Fachhochschule und lehrte von 2006 bis 2010 als Professor. Ab 1990 war Kohnhäuser auch Präsident der Fachhochschule und hatte dieses Amt bis zum Erreichen der gesetzlich maximal zulässigen vier Amtsperioden im Jahr 2006 inne. Unter anderem war er bei der Hochschulrektorenkonferenz (HRK) Senats- sowie Plenumsmitglied (1995–2005) und Mitglied der Ständigen Kommission für Internationale Angelegenheiten (1997–2005). Er war Verwaltungsratsmitglied des Vereins zur Förderung eines Deutschen Forschungsnetzes (DFN; 1996–1999), Mitglied im gemeinsamen BDA- und HRK-Arbeitskreis  „Hochschule/Wirtschaft“ (1997–2005), und ist bzw. war in vielen weiteren Organisationen, Institutionen und Unternehmen aktiv.
Kohnhäuser lebt in Beratzhausen. Er ist Mitglied der katholischen Studentenverbindung KStV Erwinia München.

## Ehrungen
- 1990: Ehrenplakette des VDI
- 1993: Ehrenplakette des Ministeriums für Luft- und Raumfahrtindustrie der Volksrepublik China
- 1993: Ehrenprofessur des North China Institute of Astronautic Engineering, Langfang
- 2002: Bundesverdienstkreuz am Bande
- 2005: Ehrenmedaille des VDI
- 2005: Albertus-Magnus-Medaille der Stadt Regensburg